# 음력 5월 29일
음력 5월 29일은 음력 5월의 29번째 날이다.

## 사건
- 1613년 - 조선의 한양에서 지진이 발생하다.

## 탄생
- 1970년 - 대한민국의 개그우먼, 가수 조혜련.
- 1991년 - 대한민국의 배우 정유민.

## 사망
- 943년 - 고려 초대 국왕 왕건.

## 같이 보기
- 음력 360일: 1월 2월 3월 4월 5월 6월 7월 8월 9월 10월 11월 12월
- 전날:5월 28일 다음날:5월 30일 - 전달:4월 29일 다음달:6월 29일
- 양력:5월 29일
- 음력, 윤달